# Gobernador de Nuevo México
El gobernador o gobernadora de Nuevo México (en inglés: Governor of New Mexico) es el jefe de gobierno del estado de Nuevo México. Como jefe del poder ejecutivo del estado de Nuevo México, es también Comandante en jefe de la Guardia Nacional de Nuevo México. El cargo entronca con los antiguos gobernadores españoles y mexicanos de Santa Fe de Nuevo México (1598) y de los gobernadores del Territorio de Nuevo México (1851). Al titular se le otorga el título de Honorable de manera vitalicia. La gobernadora actual es Michelle Lujan Grisham, del partido demócrata, quien juró su cargo de 32.ª gobernadora de Nuevo México el 1 de enero de 2019. 

## Historia
Durante la ocupación de Nuevo México por el ejército de los Estados Unidos a partir de 1846, se nombró un gobernador militar para supervisar la zona; en ocasiones, los gobernadores militares eran asistidos por gobernadores civiles. En 1850, Nuevo México se organizó como Territorio y el gobernador fue designado por el presidente de los Estados Unidos. El cargo de gobernador fue creado en 1912 cuando Nuevo México fue admitido oficialmente en los Estados Unidos como el 47º estado.

## Elección de gobernador

### Requisitos para el cargo
La sección 3 del artículo 5 de la Constitución de Nuevo México establece los requisitos que debe cumplir una persona para optar al cargo de gobernador. De manera resumida, debe ser ciudadano de los Estados Unidos, tener al menos 30 años de edad y haber sido residente de Nuevo México durante al menos cinco años antes de la elección.

### Períodos de mandato
Según la sección 1 del artículo 5 de la Constitución de Nuevo México, un gobernador puede ser elegido cualquier cantidad de veces, pero no más de dos veces seguidas. Los gobernadores que cumplen dos mandatos consecutivos son elegibles para postularse nuevamente después de ausentarse durante un mandato completo.

## Vicegobernador
El vicegobernador de Nuevo México es elegido conjuntamente como compañero de fórmula del candidato a gobernador en las elecciones generales.

## Funciones
Si bien el gobernador encabeza el Poder Ejecutivo del gobierno del estado de Nuevo México, no tiene poder absoluto. Otros ejecutivos estatales, como el vicegobernador, el secretario de estado y el fiscal general, también son elegidos para su cargo.

### Deberes
Las responsabilidades incluyen realizar discursos anuales sobre el estado de Nuevo México ante la Legislatura del estado de Nuevo México, presentar el presupuesto y garantizar que se cumplan las leyes estatales.

## Residencia
Desde 1954, el Gobernador de Nuevo México ha residido en la Mansión del Gobernador de Nuevo México . Antes de su construcción, la residencia del gobernador estaba ubicada junto al Capitolio del Estado de Nuevo México en el centro de Santa Fe . Antes de 1909, el gobernador residía en el Palacio de los Gobernadores, que está catalogado como Monumento Histórico Nacional . El Palacio de los Gobernadores es uno de los edificios más antiguos de los Estados Unidos.

## Línea de sucesión
De acuerdo con la sección 7 del artículo 5 de la Constitución de Nuevo México, en caso de muerte, renuncia, destitución, juicio político, ausencia, falta de calificación o incapacidad debido a enfermedad del gobernador, el vicegobernador es la primera persona en el orden de sucesión y, por lo tanto, sirve como gobernador.
Si no hay vicegobernador, o si esa persona no puede desempeñar las funciones de gobernador, el Secretario de Estado actúa como gobernador. Si no hay Secretario de Estado, el presidente pro tempore del Senado actúa como gobernador. Si no hay presidente pro Tempore del Senado, o si esa persona no puede ejercer las funciones de gobernador, entonces el presidente de la Cámara actúa como gobernador.
| # | Cargo                                                     | Actual responsable       |
| - | --------------------------------------------------------- | ------------------------ |
|   | Orden sucesorio                                           |                          |
| 1 | Gobernador de Nuevo México                                | Michelle Lujan Grisham   |
| 2 | Vicegobernador de Nuevo México                            | Howie Morales            |
| 3 | Secretario de Estado de Nuevo México                      | Maggie Toulouse Oliver   |
| 4 | Presidente pro tempore del Senado de Nuevo México         | Mimi Stewart             |
| 5 | Presidente de laCcámara de Representantes de Nuevo México | Javier Martínez          |
|   | En casos de emergencia                                    |                          |
| 6 | Fiscal General de Nuevo México                            | Raúl Torrez              |
| 7 | Auditor del Estado de Nuevo México                        | Joseph Maestas           |
| 8 | Tesorero de Nuevo México                                  | Laura Montoya            |
| 9 | Comisionado de Nuevo México                               | Stephanie Garcia Richard |